# Носа
Носа (мађ. Nosza) је насеље сеоско-салашарског типа у Србији у административној области града Суботице, на самој граници са општином Кањижа. У државној администрацији нема статус самосталног насеља, већ је припојено оближњем Хајдукову и води се као део исте месне заједнице. Катастарски већим делом припада подручју К. О. Палић, а са мањим делом општини Кањижа.

## Демографија
Носа има око 100 домаћинстава са 600 становника, претежно мађарске националности (осетан је пад броја, 2007. је било око 850 становника). Становништво се углавном бави земљорадњом и воћарством.

## Административна управа
Као што је и само Хајдуково до 1978. било део Палића, почетком 1990-их предложено је припајањем Носе прво Шупљаку, а касније Хајдукову.
Носа припада месној заједници Хајдуково, пошто у локалним самоуправама није редак случај да се администрација два или више мања места решава у једној месној канцеларији (на пример Горњи и Доњи Таванкут су два насеља, али имају једну заједничку месну заједницу).
Хајдуково се налази на северу, а Носа на истоку Лудашког језера, два места раздваја 1,45 km пута уз језеро.
Интересантна одлика положаја Носе је да се налази тачно на граници две општине, тако да је на крају шора једна половина села још у Суботици, а друга већ спада на територију Кањиже.

## Порекло имена и историјат
Према народној етимологији име је настало из узвика „хајде” које се на архаичком мађарском каже "носа". „Хајде, идемо заједно! Хајде, не дај се!” узвикивали би, према предању, млади из овог места кад би на некој забави дошли у сукоб са младима из других села.
Околина је настањена од најранијих времена. Уз обалу Лудашког језера пронађене су оставе жита из неолита, а ископавања 1950. на „Бисерној обали” открила су 6 енеолитска гроба и насеље из раног неолита. Налажена су и кремена оруђа из раног праисторијског доба.
Што се новије историје тиче, Носа је веома старо насеље, већ у 18. веку се јавља као засебно село, са истим именом. Наравно облик тадашњег насеља је био карактеристичан за панонски тип салашарског уређења, заједница са раштрканим кућама и шоревима. И данас, Носа представља најтипичнији облик Војвођанског села са дугим, ушореним улицама.

## Економија
За разлику од многих околњих насеља већина овдашњих младих људи не мора да напусти родно место да би нашло посао, већ може да се запосли у селу, јер је подручје Носе на песку, што је веома добро за воћарство, а у непосредном атару на свега 150–200 m од села већ има и црне земље, погодне за пољопривреду. Овдашње воће је у време бивше Југославије било популарно и продавано по бившим републикама. Данас се за овдашњу јабуку занимају углавном у Русији.

## Образовање
Зграда основне школе изграђена је почетком 1900-их година. Током година зграда је због недостатка средстава за њено одржавање дошла у толико лоше стање, да је у неколико наврата покушано са њеним затварањем, што су становници одлучно спречили, јер је најближа школа у следећем насељу 5 km од села. Коначно је 2005. – захваљујући донацији Америчке фондације за развој (America's Development Foundation — ADF) – зграда реновирана, добила је санитарни чвор, а решено је и грејање. Упркос чињеници да село нема гасовода, учионице се греју гасом, из плинских боца. У дворишту школе је изграђено и игралиште, које раније није постојало.
Школа је 2007. имала 39 ученика, из нижих разреда. Настава се похађа у консолидованим групама, што значи да ђаци из првог разреда уче заједно са ђацима из трећег, а ђаци из другог са ђацима из четвртог разреда. У згради се налази и обданиште, која похађа десеторо деце. Деца из горњих одељења похађају школу у оближњем Хајдукову или у Бачким Виноградима. Тако, захваљујући напорима и борби мештана за опстанак, ово село није дошло на судбину многих малих насеља у Србији, која су остала без младих, и дечје вике.

## Култура
У селу делује КУД „Хинга” основано у новембру 2000. године. Тренутно у друштву делује три аматерске позоришне групе: „Ноћни паун”, „Средња група” и „Рецеруца”(мађ. Réceruca = паткица). Председник удружења је од 2013. Шомођи Наталија.

## Знаменитости

### Црква
Католичка црква освећена 25. марта 2007. године носи име Светог Августина, патрона исте. Цркву је пројектовао Вилмош Тот (Tóth Vilmos) архитекта из Кањиже. Архитектура цркве је инспирисана делима мађарског архитекте Имреа Маковеца. Основа цркве има форму шкољке заглављене у песковито дно Панонског мора. Црква представља насукани брод са разапетим једрима без ветра, који лежи на тлу Суботичке пешчаре.
Намештај цркве дизајнирао је и направио Суботички столар Бонавентура Лалић. Црква има 140 квадратних метара и 100 седишта, а на месту хора може да се смести даљњих 100 људи. На спрату изнад светилишта уређена је сала за веронаук. Црква административно припада парохији Хајдуково.

### Рокин салаш
На Носи, поред језера налази се стогодишњи Рокин салаш, данас уређен у Етно-кућу где посетиоце очекују разне културне манифестације, нпр. салашарски пикник, кампови за децу итд. У аутентичној кући некадашњег чамџије који је мештане преносио преко језера на вашар налази се етнолошка збирка, збирка археолошких предмета са обале и збирка посвећена природним вредностима резервата.

### Археолошка налазишта
На подрују Носе налази се неколико веома значајних археолошких локалитета из разних епоха историје.

#### Стара Торина
На локалитету "Стара Торина" (мађ. Kővágó) откривена је црква са гробљем из IX.–XI. (XIII?) века, у којем је сахрањено најмање 946 индивидуа из периода досељавања мађара. Од сахрањених, пронађено је чак 327 деце, чија велика смртност је повезана са некаквом епидемијом. Овако велик број гробова указује и на дужу руралну настањеност у овој области.

#### Хинга
Види и засебан чланак Хинга
"Хинга" је вештачки брежуљак из бронзаног доба надомак села. На њему је у раном средњем веку стајала црква, окружена гробљем. Остатак цркве је откривен али уједно и уништен 1940. градњом бункерског утврђења током војних операција. До археолошког проучавања остатака гробља дошло је 1948–49.-е године, када је утврђено да су гробови из XII–XV. века. И само окружење "Хинге" је богато археолошким слојевима, овде су налажене некрополе из Сарматског периода, из периода сеобе народа, те из XI. века.

#### Переш
Види и засебан чланак Перес
У непосредној близини се налази и регистровани мезолитски локалитет "Переш", споменик културе од великог значаја.

## Галерија
- Путоказ у Хајдукову
- У село се улази преко моста на Кирешу
- Табла добродошлице
- Засад јабуке
- Магацин воћа
- Црква Св. Августина
- Олтар цркве
- Црква, ентеријер
- Стара школа још увек у функцији
- Прозор школе
- Нови дом културе
- Улица на "буцки" (пешчана дина)
- Погранична улица – Улица Јединства (лева страна је Кањижа)
- Стара табла са бројем, из времена када је Носа припадала Шупљаку
- Рурална средина
- Живот се одвија као и свагда другде.